# Szymanowice (Łódź)
Pour les articles homonymes, voir Szymanowice.
Szymanowice (prononciation [ʂɨmanɔˈvit͡sɛ]) est un village de la gmina de Zduny, du powiat de Łowicz, dans la voïvodie de Łódź, situé dans le centre de la Pologne.
Il se situe à environ 2 kilomètres à l'est de Zduny (siège de la gmina), 9 kilomètres au nord-ouest de Łowicz (siège du powiat) et 48 kilomètres au nord-est de Łódź (capitale de la voïvodie).

## Administration
De 1975 à 1998, le village était attaché administrativement à l'ancienne voïvodie de Skierniewice.

Depuis 1999, il fait partie de la nouvelle voïvodie de Łódź.